# 婆火山口
婆火山口（Fuchi Patera）是木衛一表面的一座火山口，或邊緣呈扇贝狀的不规则火山坑；直徑約64公里，1979年由國際天文學聯合會通過此地名的命名。它的东北偏北是马努阿火山口，更远的东北方则是更大的天照火山口。
該火山口的名稱來自阿伊努人的火之女神火婆，不過只取了婆一個字來命名。